# Radio X (Basel)
Radio X ist ein nichtkommerzieller Radiosender, der in Basel und den näheren Agglomerationsgemeinden auf 94,5 MHz und 88,3 MHz sowie in Liestal und Umgebung auf 93,6 MHz drahtlos, in mehreren Kabelnetzen der Nordwestschweiz sowie via Livestream zu empfangen ist. Über DAB+ ist Radio X in Basel, Aarau / Olten sowie in Zürich zu empfangen.

## Organisation
Der reguläre Sendebetrieb von Radio X begann am 19. April 1998. Seitdem bietet Radio X ein 24-Stundenprogramm, das von mehreren eigenständig organisierten Redaktionen, deren über 200 Mitarbeiter ehrenamtlich tätig sind, bestritten wird. Ein kleines, bezahltes Kernteam kümmert sich um Administration, Akquisition, Praktikanten, Projektbetreuung usw. Der Sender versteht sich als Jugend- und Kultursender und ist als Stiftung organisiert. An diese Stiftung ist der Club 94,5 angegliedert. Dies ist der Förderverein von Radio X und ermöglicht es die Basler Kultur- und Jugendszene durch Radio X zu unterstützen. Es gibt keine organisatorische Verbindung zum gleichnamigen und ähnlich ausgerichteten Radiosender in Frankfurt am Main.

## Programm und Publikum
Als einziges Radio der Region bietet es auch fremdsprachige Sendungen. Die regelmässige Hörerschaft beläuft sich auf rund 52'000 Personen pro Tag.
Radio X sendet ein Programm mit über 4'000 Musiktiteln verschiedenster Stilrichtungen. Aktuelle Beiträge, Veranstaltungskalender, Kulturtipps, Spezialreihen und das Politspecial ergänzen das Tagesprogramm.
Am frühen Abend ist von Montag bis Freitag „die Welt in Basel“ zu Gast auf Radio X: Die mehrsprachigen Sendungen in Englisch, Italienisch, Deutsch, Spanisch, Portugiesisch, Türkisch, Kurdisch, Bosnisch, Kroatisch und Serbisch bieten Nachrichten, Musik und Wissenswertes. Ab 21 Uhr und am Wochenende schon früher wird Musik gesendet. Die Musikspecials befassen sich mit Basler Interpreten, mit Metal, Indie, Electronica, Dubstep, Drum and Bass, Reggae, Hip-Hop, House und Trance. 

## Mitgliedschaft
Radio X ist Mitglied der Union nicht-kommerzorientierter Lokalradios (UNIKOM).

## Preise
Im Jahr 2013 wurde die Stiftung Radio X mit dem 15. Basler Preis für Integration ausgezeichnet.
Im Jahr 2018 bekam Radio X den Kulturpreis der Stadt Basel. Dotiert ist der Preis mit 20`000 CHF.